# Carl Dieckmann
Carl Dieckmann (* 11. Mai 1879 in Elberfeld; † 8. März 1955 in Wuppertal-Elberfeld) war ein deutscher Kommunalpolitiker der DDP zur Zeit der Weimarer Republik. Von 1923 bis 1933 war er Oberbürgermeister der Stadt Minden in Westfalen.

## Leben
Carl Dieckmann studierte in Köln Rechtswissenschaften und war seit 1906 promovierter Jurist. 1908/09 war er bei der Stadtverwaltung in Barmen (heute Wuppertal) beschäftigt und von 1909 bis 1911 bei der Stadtverwaltung in Rathenow, dort zuletzt als Magistratsassessor. Vor seinem Amtsantritt als Oberbürgermeister war der als linksliberal geltende Carl Dieckmann seit 1911 als 2. Bürgermeister Stellvertreter von Oberbürgermeister Dr. Hans Becker und Vorsteher der Polizei in der Stadt Minden. Während des Kapp-Putsches im Jahr 1920 verweigerte er mehrmals die Forderung von Regierungspräsident von Campe nach einem Einsatz der Mindener Polizei gegen den Arbeiterrat. Im Jahr 1922 schlossen die Stadtverordneten von SPD und DDP eine Vereinbarung, die vorsah, bei der Neuwahl im Jahr 1923 Oberbürgermeister Hans Becker durch Carl Dieckmann abzulösen. Dr. Dieckmann war zu dieser Zeit Vorsitzender des Mindener Ortsvereins der DDP.
Die Stelle des 2. Bürgermeisters sollte nicht wieder besetzt, dafür sollte der Sozialdemokrat Hermann Dröse zum Beigeordneten gewählt werden, das war das bisher höchste Amt eines Sozialdemokraten in der Stadtverwaltung Minden. Die SPD verfügte damals über 14 Stadtverordnete, die DDP über 10 Stadtverordnete, die konservative „Bürgerliche Vereinigung“ umfasste 12 Stadtverordnete. Da die bürgerlichen Stadtverordneten sich ihres Einflusses beraubt sahen, legten sie ihre Mandate in der Stadtverordnetenversammlung nieder. Bereits bei der Kommunalwahl 1924 musste die SPD eine schwere Niederlage hinnehmen, Dr. Dieckmann blieb aber bis zum Jahr 1933 Oberbürgermeister. Nach der Machtergreifung der Nationalsozialisten wurde er im Juli 1933 zunächst von seinem Amt beurlaubt und 1934 schließlich aus dem Dienst entlassen.
Nach seiner Entlassung arbeitete er als Angestellter der Stadtverwaltung in Rathenow und als Rechtsanwalt und Notar. Er war Verfasser verschiedener rechtswissenschaftlicher Schriften.